# Куна (кайдани)

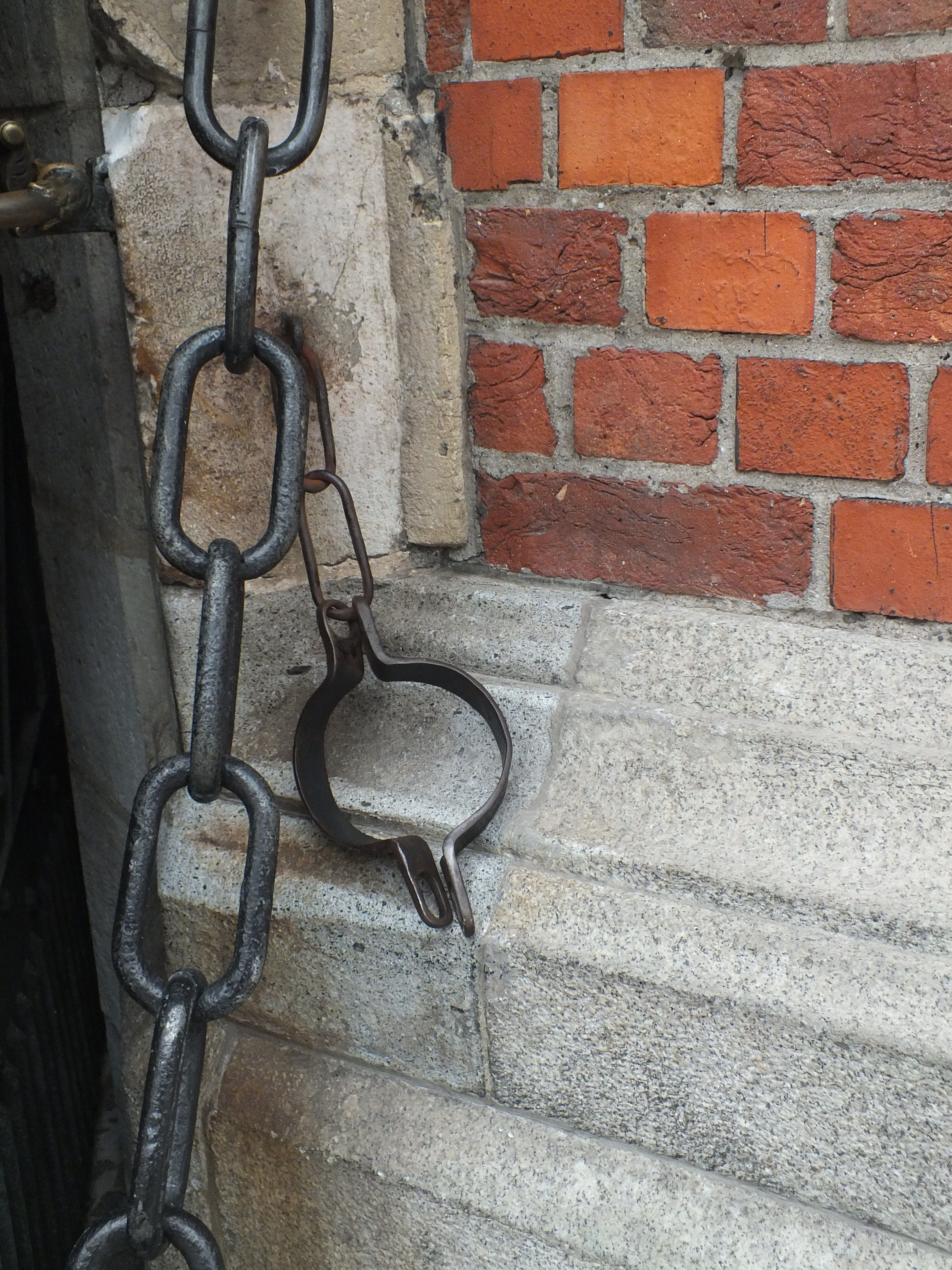
Куна в одному з костьолів Кракова

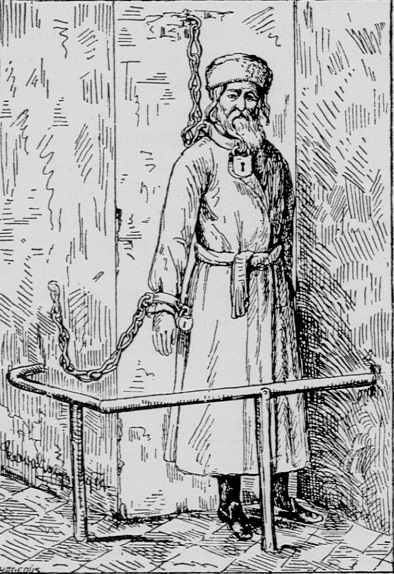
Стояння в куні в Передміській синагозі Львова. Малюнок 1909 р.

Куна — знаряддя покарання за дрібні провини у вигляді залізної скоби чи кільця на ланцюгу (мотузі, шарнірі), прикріплених до стіни. Цим словом могли називати і місце ув'язнення взагалі.
Походження слова куна у цьому значенні («куною» також називали пробій дверей, шарнір) неясне: припускається можливість перенесення назви тварини на предмет (пор. «кобилиця», «коник», «козла», «собачка»), не виключений і зв'язок з дієсловом *kuti («кувати»).

## Застосування
Куна могла використовуватися і як засіб приковування засудженого до ганебного стовпа, так і як самостійний вид покарання («сидіння в куні»). Цій карі піддавали жінок за порушення правил пристойності, скоба в цьому разі кріпилася в церковному притворі (бабинці), а також при вході до ратуші. Винну в порушенні приковували одноразово на певний термін (наприклад, 12 годин), а в невеликих містах і селах порушницю могли приковувати й кілька разів, приурочуючи це до церковних відправ. На відміну від ганебного стовпа, покарання в куні не вважалося ганебним (хоча засуджений зазнавав кпинів від навколишніх). Залежно від місцевої практики, скобу могли розташовувати на різній висоті: прикутий стояв прямо, зігнувшись, сидів, чи навіть лежав. Бувало, що поруч передбачали сидіння для ув'язненого, але частіше куну кріпили таким чином, щоб засуджений перебував у дуже незручному положенні тіла. Біля караного часто поміщали знаряддя злочинства чи вкрадену річ, наприклад, сніп збіжжя або солом'яний віник. На голову іноді надягали блазенський ковпак, а на шию вішали табличку з вказанням провини.
На території Австрійської імперії куни скасовані в 1777 році, під час реформ імператора Йосифа II. На території Російської імперії куни проіснували до XIX ст.
Цей вид покарання згаданий Г. Ф. Квіткою-Основ'яненком у повісті «Конотопська відьма»: «Пріська Чирячка, змолоду не раз сиділа у куні…».